# Aartsbisdom Gorizia
Het aartsbisdom Gorizia (Latijn: Archidioecesis Goritiensis, Italiaans: Arcidiocesi di Gorizia, Duits: Erzbistum Görtz) is een aartsbisdom van de Rooms-Katholieke Kerk in Italië.
Het aartsbisdom werd opgericht in 1751 op aandrang van Oostenrijk om de bisdommen die op Oostenrijks gebied lagen los te maken van het opgeheven patriarchaat Aquileja.
Het bestond bij de oprichting uit vier suffragaanbisdommen Pedena, Triëst, Trente en Como. Como behoorde toen al niet meer tot Aquileja maar tot de kerkprovincie Milaan.
Het aartsbisdom werd in 1788 alweer opgeheven en vervangen door het nieuwe aartsbisdom Ljubljana (Duits: Laibach). Gelijktijdig werd het bisdom Triëst opgeheven en een nieuw bisdom Gradisca gevormd. De bisschop van het opgeheven Triëst werd de eerste bisschop van Gradisca. De bisschop verliet zijn nieuwe zetel echter al snel om terug te keren naar Triëst omdat de voorzieningen bij zijn nieuwe zetel van onvoldoende kwaliteit waren. In 1791 werd de bisschopszetel van Gradisca verlegd naar Görz (Gorizia) en de naam van het bisdom werd Görz en Gradisca. Het bisdom was van 1816 tot 1819 vacant. In 1830 werd het aartsbisdom Ljubljana (Laibach) opgeheven en vervangen door het weer ingestelde aartsbisdom Görz en Gradisca.

## Kerkprovincie Gorizia van 1751 tot 1788
| bisdom                | kerkprovincie voor 1751 | verandering status                      |
| --------------------- | ----------------------- | --------------------------------------- |
| bisdom Trente         | Aquileja                | 1772 direct onder paus (exempt)         |
| bisdom Como           | Milaan                  | 1789 aan kerkprovincie Milaan           |
| aartsbisdom Gorizia   | 1751 nieuw gevormd      | 1788 opgegaan in nieuwe bisdom Gradisca |
| bisdom Pićan (Pedena) | Aquileja                | 1788 opgegaan in nieuwe bisdom Gradisca |
| bisdom Triëst         | Aquileja                | 1788 opgegaan in nieuwe bisdom Gradisca |

## Kerkprovincie Gorizia na 1830
Het had de volgende suffragane bisdommen: Ljubljana, Triëst-Koper, Poreč-Pula en Krk-Rab. Nadat Gorizia na de Eerste Wereldoorlog aan Italië werd toegewezen en Slovenië en Kroatië deel uit gingen maken van Joegoslavië liepen de staatsgrenzen niet alleen door de kerkprovincie heen, maar ook door de afzonderlijke bisdommen. Na de Tweede Wereldoorlog veranderde de grens tussen Italië en Joegoslavië. In 1920 werd Reijka (it: Fiume) tot een onafhankelijke staat verklaard, die echter al in 1924 bij Italië werd gevoegd. In 1925 gingen enkel suffragaanbisdommen over aan Reijka. In 1977 werd het bisdom Triëst-Koper gesplitst. Koper ging deel uitmaken van de nieuwe kerkprovincie Ljubljana en Triëst werd het enige suffragaan bisdom van Gorizia.
| bisdom              | oude naam          | kerkprovincie voor 1830    | verandering status                                    |
| ------------------- | ------------------ | -------------------------- | ----------------------------------------------------- |
| aartsbisdom Gorizia | Görtz              | direct onder paus (exempt) |                                                       |
| bisdom Ljubljana    | Laibach            | direct onder paus (exempt) | 1961 aartsbisdom                                      |
| bisdom Triëst-Koper | Triëst-Capodistria | direct onder paus (exempt) | 1977 gesplitst, Capodistria bij aartsbisdom Ljubljana |
| bisdom Poreč-Pula   | Parenzo-Pola       | patriarchaat Venetië       | 1969 bij aartsbisdom Reijka                           |
| bisdom Krk-Rab      | Veglia             | aartsbisdom Zadar          | 1969 bij aartsbisdom Reijka                           |

In het aartsbisdom wonen ongeveer 186.000 mensen van wie bijna 95% ingeschreven staat als rooms-katholiek. Dezen worden bediend in 90 parochies. Het bisdom heeft 97 priesters. De zetel van het bisdom staat in Gorizia. Sinds 2012 is Carlo Roberto Maria Redaelli aartsbisschop van Gorizia. Het aartsbisdom werd in 2011 bezocht door paus Benedictus XVI.

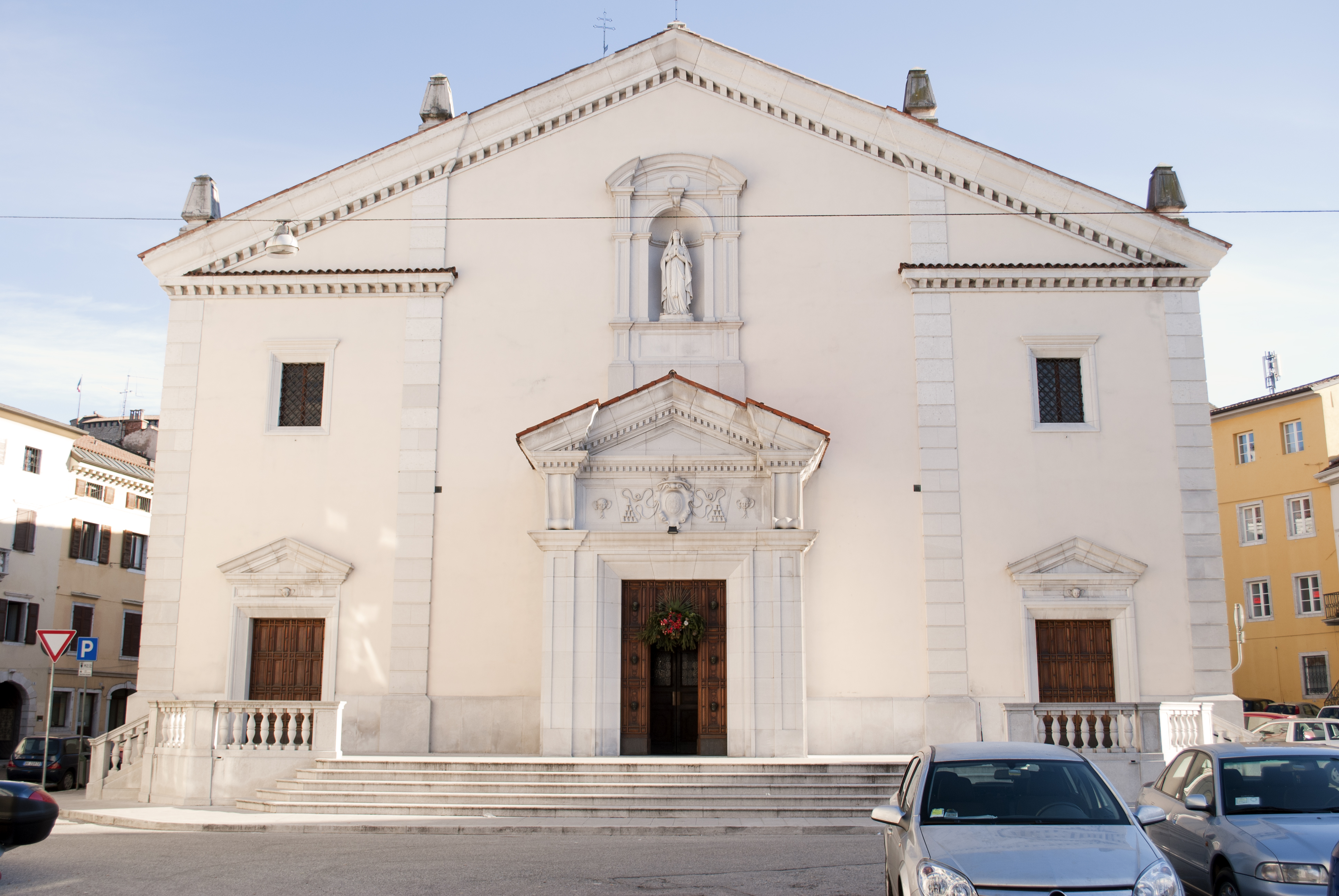
Dom van Gorizia, zetel van het aartsbisdom

Gorizia (aartsbisdom) · Triëst